# 容迪亞 (北里約格朗德州)
容迪亞（葡萄牙語：Jundiá），是巴西的城鎮，位於該國東北部，由北里約格朗德州負責管轄，始建於1997年1月9日，面積45平方公里，海拔高度80米，2010年人口3,585，人口密度每平方公里79.21人。